# Râul Dadeș
Râul Dadeș sau Râul Groși este un curs de apă, afluent al râului Târzia. 